# قارچ اصلی پوسیدگی خشک
قارچ اصلی پوسیدگی خشک (نام علمی: Serpula lacrymans) نام یک گونه از راسته قلنبه‌قارچ‌سانان است.